# Kolchikozyd
Kolchikozyd – organiczny związek chemiczny z grupy alkaloidów. Mniej toksyczna pochodna kolchicyny.
Otrzymywany jest z nasion zimowita jesiennego i gloriozy wspaniałej.